# 5073 Юнттура
5073 Юнттура (5073 Junttura) — астероїд головного поясу, відкритий 3 березня 1943 року.
Тіссеранів параметр щодо Юпітера — 3,629.